# Emetofilia
La emetofilia o vomerofilia (conocida vulgarmente como "ducha romana") es una parafilia en la que la excitación se obtiene por el vómito ya sea viéndolo, induciéndolo o haciéndolo por sí mismo, o también teniendo fantasías al respecto.

## Historia
Los primeros casos de emetofilia fueron registrados en el artículo publicado en la revista Archives of Sexual Behavior en 1982, por el psicoanalista Robert J. Stoller. En el artículo, él describía los casos de tres mujeres de las cuales dos obtenían el orgasmo de distintas formas; una de ellas llegaba al orgasmo teniendo fantasías al respecto, otra lo conseguía vomitando y la última sólo sentía placer anorgásmico tras vomitar.

## Excitación

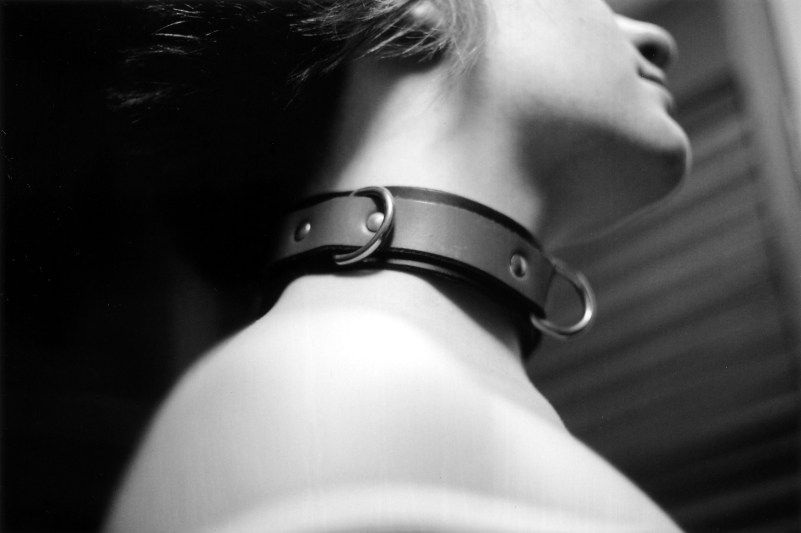
La emetofilia puede estar acompañada del deseo de querer ser dominado, y ser dominado en la práctica sexual es conocido como BDSM o Bondage.

Algunos emetofílicos encuentran el acto de vomitar excitante; para ellos, la secuencia que acompaña al vómito de "espasmo, expulsión y alivio" está cargada eróticamente. Otros emetofílicos encuentran placer viendo o escuchando vomitar a otros. Algunos prefieren que sus parejas o cualquier otra persona los vomite encima, mientras que otros prefieren provocárselo, ya sea forzándolos a vomitar (querer ser vomitado puede estar relacionado con ser dominado, mientras que querer hacer vomitar a alguien puede ser deseo de la persona dominante). Es muy común para la mayoría de los emetofílicos tener más de una de esas fantasías en varias combinaciones.
La excitación emetofílica se obtiene de distintas formas:
- Ver a alguien vomitar.
- Induciéndolo a otras personas.
- Haciéndolo por sí mismo.
- Hacérselo a otras personas.
- Haciéndolo a los órganos sexuales.
- Vomitando en la boca de otros.
- Escuchando a alguien vomitar.

## Consecuencias en la salud

### Aspiración del vómito
El vómito puede causar asfixia si alcanza las vías respiratorias en cantidades suficientes. En personas que no acostumbran inducirse el vómito es muy poco frecuente, pero en las que lo hacen de manera habitual supone un grave riesgo. La posición lateral de seguridad puede evitar la asfixia en caso de que la persona quede inconsciente y vomite.

### Deshidratación y pérdida de electrolitos
Si se vomita de forma descontrolada, los niveles de agua y electrolitos disminuyen, afectando según la alteración, cantidad y edad.

### Sangre en el vómito
La sangre en el vómito es una condición llamada hematemesis y su causa puede variar, ya sea que el esófago (tubo digestivo que comunica la faringe con el estómago) haya sufrido una lesión en el forzado o que se haya roto una variz a causa del exceso del alcohol. El origen de la lesión debe detectarse y corregirse a la mayor brevedad. También debe reponerse la sangre perdida en caso necesario.